# Chroococcales
Chroococcales је ред прокариотских модрозелених бактерија. Према традиционалној класификацији припада класи Chroococcophyceae, мада тренутно систематизација модрозелених бактерија није довршена. У овај ред спадају једноћелијске и колонијалне врсте. Оне живе слободно или причвршћене за подлогу. Размножавају се деобом ћелије. Најпознатији род из овог реда је Chroococcus.

## Подела
У овом реду се налазе следеће породице и родови:
| Породице | Родови |
| -------- | ------ |
|          | •      |
|          | •      |
|          | •      |
|          | •      |
|          |        |
|          | •      |
|          | •      |
|          | •      |
|          | •      |
|          | •      |
|          | •      |